# 越剧流派
越剧流派是对越剧演员艺术特色，特别是塑造越剧人物方面等方面所做的归纳，包含剧目、唱、念、做等多方面，其中以唱腔最为重要。越剧公认的艺术流派有尹、徐、毕、范、陆、袁、王、戚、傅、金、吕派、张（云霞）派、张（桂凤）派十三个流派，除此之外还有竺水招派、吴小楼派等。尹、徐、毕、范、陆派为小生流派，袁、王、戚、傅、金、吕派、张（云霞）派为小旦流派，张（桂凤）派为老生流派。

## 历史
1940年代，越剧第一代流派形成，包括袁雪芬的袁派、尹桂芳的尹派、范瑞娟的范派、傅全香的傅派、徐玉兰的徐派；中华人民共和国成立后，第二代流派形成，包括戚雅仙的戚派、陆锦花的陆派、王文娟的王派、张云霞的张派、吕瑞英的吕派、金采风的金派、毕春芳的毕派。
越剧的流派唱腔对推动越剧的繁荣发展作出了重大贡献。目前，越剧流派面临停止发展的境况。有人认为，流派唱腔甚至成为创新的阻力。

## 主要流派
- 尹派

由尹桂芳创立，代表作有《何文秀》中的何文秀、《屈原》中的屈原、《沙漠王子》中的沙漠王子、《红楼梦》中的贾宝玉、《浪荡子》中的“叹钟点”。主要演员有尹小芳、筱桂芳、宋普南、赵志刚、萧雅、王君安、茅威涛等。
- 徐派

由徐玉兰创立。代表作有《北地王》中的刘谌，《追鱼》中的张珍，《春香传》中的李梦龙，《红楼梦》中的贾宝玉，《西园记》中的张楚华，《西厢记》中的张生等，是徐玉兰的代表作。主要演员有金美芳、徐小兰、刘丽华、汪秀月、翁荔英、刘觉、徐持平、钱惠丽、郑国凤等。
- 毕派

由毕春芳创立。代表作有《三笑》的唐伯虎、《王老虎抢亲》的周文宾、《血手印》的林招得、《玉堂春》的王金龙。主要演员有杨文蔚、丁莲芳、丁笑蛙等。
- 范派

由范瑞娟创立。代表作有《梁山伯与祝英台》中的梁山伯，《李娃传》中的郑元和，《孔雀东南飞》中的焦仲卿，《白蛇传》中的许仙等。主要演员有丁赛君、陈琦、邵文娟、史济华、张志明、章瑞虹、韩婷婷、方雪雯等。
- 陆派

由陆锦花创立。代表作有《珍珠塔》中的方卿、《彩楼记》中的吕蒙正，《盘夫索夫》中的曾荣、《情探》中的王魁等。主要演员有曹银娣、陆文治、夏赛丽、许杰、黄慧、徐标新等。 
- 袁派

由袁雪芬创立。代表作《祥林嫂》中的祥林嫂、《香妃》中的香妃、《西厢记》中的崔莺莺、《梁山伯与祝英台》中的祝英台等。戚雅仙、张云霞、金采风、吕瑞英、筱月英、朱东韵等都曾学袁派。主要演员有方亚芬、陶琪、华怡青等。
- 王派

由王文娟创立。代表作有《红楼梦》中的林黛玉、《追鱼》中的鲤鱼精、《春香传》中的春香、《西园记》中的王玉贞、《孟丽君》中的孟丽君等。主要演员有钱爱玉、姚建平、钱世娥、徐璐、李敏、单仰萍、王志萍、何炯华等。
- 戚派

由戚雅仙创立。代表作有《白蛇传》中的白素贞、《血手印》中的王千金、《王老虎抢亲》中的王秀英、《玉堂春》中的苏三、《琵琶记》中的赵五娘等。主要演员有周雅琴、朱祝芬、徐洁和、周美姣、金静等。
- 傅派

由傅全香创立。代表作有《梁山伯与祝英台》的祝英台、《劈山救母》的华山圣母、《情探》的敫桂英、《杜十娘》的杜十娘、《孔雀东南飞》的刘兰芝、《李娃传》的李亚仙、《人比黄花瘦》的李清照等。主要演员有薛莺、徐涵英、陆梅英、张蓉华、胡佩娣、洪芬飞、张腊娇、张金月、何英、陈颖、颜恝、陈岚、陈飞等。
- 金派

由金采风创立。代表作有《盘夫索夫》中的严兰贞、《碧玉簪》的李秀英、《西厢记》的崔莺莺等。主要演员有黄美菊、谢群英、樊婷婷等。
- 吕派

由吕瑞英创立。代表作有《三看御妹》中的刘金定、《穆桂英挂帅》中的穆桂英、《金山战鼓》中的梁红玉、《九斤姑娘》中的张九斤等。主要演员有吴素英、孙智君、黄依群、陈辉玲等。
- 张云霞派

由张云霞创立。代表作有《秦香莲》中的秦香莲、《李翠英》中的李翠英 、《春草》中的春草、《貂蝉》中的貂蝉等。主要演员有吴国兰、何赛飞等。
- 张桂凤派

由张桂凤创立。代表作有《梁山伯与祝英台》中的祝公远、《九斤姑娘》中的石二佬、《二堂放子》中的刘谚昌、《天国风云》中的李昭寿、《西厢记》中的崔夫人等。主要演员有董柯娣等。
- 竺水招派

由竺水招创立。代表作有《三看御妹》、《南冠草》、《文天祥》等。